# زي إكس أوتو

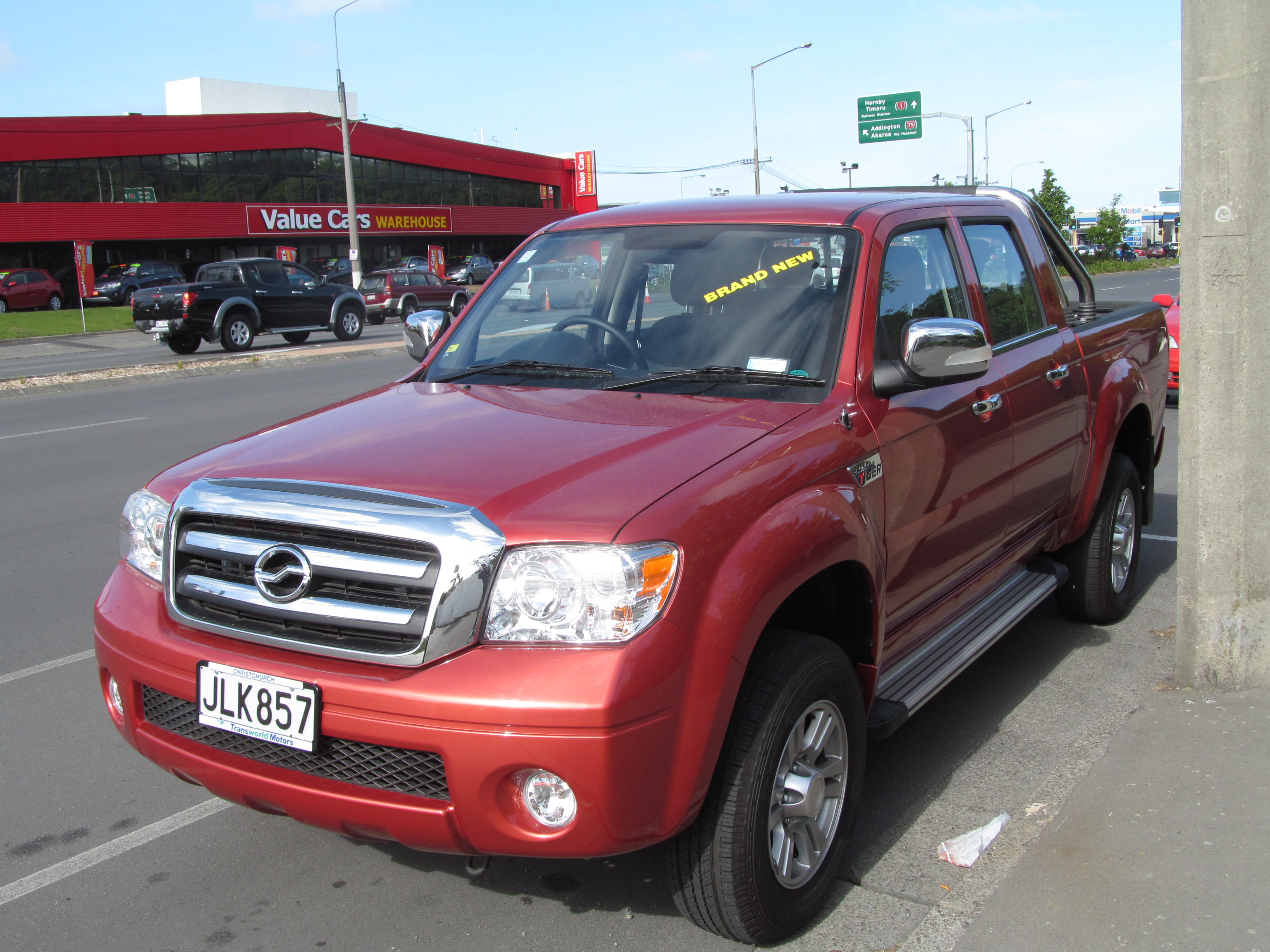
سيارة غراند تايغر، هي أشهر المنتجات زي إكس

زي إكس أوتو (بالإنجليزية: ZX Auto) (بالصينية: 中兴汽车)، هي شركة صينية لإنتاج وتوزيع السيارات حول العالم، تأسست سنة 1999، وتقع مقرها في مدينة باودينغ, بولاية خبي الصينية.